# 卵板步锚参
卵板步锚参（学名：Patinapta ooplax）为锚参科步锚参属的动物。分布于桑给巴尔、马达加斯加、印度尼西亚、日本以及中国大陆的辽宁到广东等地，多见于潮间带碎石下的沙内。该物种的模式产地在日本或中国。